# Джейд, Саманта
Саманта Джейд Гиббс (род. 18 апреля 1987), более известная как Samantha Jade — австралийская певица, композитор, актриса и модель из города Перт, Западная Австралия. Она написала песни для таких исполнителей как Джоджо и Эшли Тисдейл. 20 Ноября 2012 Джейд победила в 4 сезоне The X Factor Australia став первой женщиной, победившей в австралийской версии конкурса. После этого она подписала контракт с лейблом Sony Music Australia и выпустила свой дебютный сингл «What You've Done to Me», который дебютировал с первой строчки в ARIA Singles Chart.

## Ранние годы
Саманта Джейд Гиббс родилась в Перте, Австралия, Её отец англо-индийского происхождения, а мать шотландка. С четырёхлетнего возраста она увлекалась модельной карьерой и в 9 лет выиграла в конкурсе талантов после исполнения песни «Amazing Grace». Затем в подростковом возрасте она окончила Хэмптонскую высшую школу.

## Карьера

### 2002—2010: Начало
В 2002, друг Саманты отправил демозапись продюсеру в Лос-Анджелес, Калифорния, который впоследствии предложил ей и её семье переехать в Голливуд для встречи. В следующем году семья Джейд направилась туда. В 2004, она подписала контракт с американским звукозаписывающим лейблом Jive Records и начала записывать пару демо-версий песен.
Первые песни Саманты записал Конли Абрамс в Лос-Анджелесе, однако песни были отданы лейблу в Перте. В этом же году Саманта стала соавтором песни «Secret Love» для певицы JoJo, которая стала саундтреком для мультфильма Подводная братва.
В 2006 году Саманта записала заглавный трек «Step Up» для фильма Шаг Вперед которая была спродюсирована рэпером и продюсером Вайклифом Джином. Несмотря на маленькое количество промо, сингл попал в престижный чарт Billboard Pop 100, достигнув высшей позиции #92. В 2007 Саманта Джейд выпустила свой следующий сингл «Turn Around» который показал плохие результаты. Джейд начинает записывать свой дебютный альбом My Name is Samantha Jade с такими продюсерами как Darkchild, Timbaland, Max Martin и Stargate. Следующие три года с лейблом, запись и последующий релиз дебютного альбома Саманты My Name is Samantha Jade был отменен. В 2007 Джейд становится соавтором, а также записала партию бэк-вокала, песни «Positivity» певицы Эшли Тисдэил из её дебютного альбома Headstrong.
В 2008 Саманта разорвала контракт с Jive Records и продолжила заниматься музыкой независимо с американским лейблом Affinity West Entertainment. В этом же году Джейд совершила свой дебют в актёрской карьере, сыграв одну из ролей в фильме Приключения на Багамах. Фильм вышел в 2009 году. В следующем году Саманта записала песню совместно с диджеем Дэвидом Геттой и Люком Лэйдбэком для 4-го альбома Дэвида Гетты One Love который был издан в Августе. Трек не вошёл в трек-лист стандартного издания, но он стал бонус треком. В Июле 2009 Джейд выпустила свой третий сингл «Secret» который провалился в чартах. Режиссёром видеоклипа на сингл стал Валери Бабиян. В Августе 2009 Джейд выступила на Kerri-Anne для продвижения сингла. В Ноябре 2010, Джейд вернулась в Перт и начала работать на отцовском заводе.

### 2012:The X Factor AustraliaиSamantha Jade
В этом году Саманта приняла отчаянную попытку вернуться в музыкальную индустрию, она успешно прошла прослушивание на австралийском конкурсе The X Factor Australia, исполнив песню группы «The Script» — «Breakeven», судье Гае Себастиану понравился её голос и она прошла отбор. Далее Саманта исполнила такие композиции как «It Aint Over Till It’s Over» от Ленни Кравица и «No Air» от Джордина Спаркса и хит «Bleeding Love» Леоны Льюис. В итоге Саманта прошла все стадии отбора и попала в конкурс.
Во время первого выступления 17 Сентября 2012, Саманта спела песню Katy Perry — «Wide Awake» и получила положительные оценки от всех судий. Ронан Китин сказал «Я понимаю, что меня могут ждать после этого неприятности, но ты спела эту песню лучше, чем Кэти Перри». На пятой неделе, Джейд делила место с конкуренткой Энгел Тупай, судьи дали одинаковое количество голосов за одну и за другую, но после общественного голосования Саманта осталась на конкурсе. На седьмой неделе Джейд оказалась наряду с Натаниэлем Вилльямсом, но снова пробилась дальше.
В полуфинале соревнования Саманта исполнила песню Канье Уэста «Heartless» и «Where Have You Been» барбадосской певицы Рианны, после исполнения она попала в финал. Во время грандиозного финала 20 Ноября 2012 Саманта была объявлена победителем конкурса. После объявления её победителем она исполнила свой победный сингл «What You’ve Done To Me». Затем Джейд заключила контракт с звукозаписывающим лейблом Sony Music Australia и компанией Nissan Dualis.
После победы на The X Factor, её дебютный сингл «What You’ve Done to Me» появился на iTunes. Спустя 3 дня песня дебютировала на первой строчке ARIA Singles Chart. Он получил тройную платину в Австралии Australian Recording Industry Association (ARIA), с продажами более 210,000 копий. 7 Декабря 2012 вышел её дебютный альбом с одноимённым названием «Samantha Jade», который включал в себя дебютный сингл и 10 перезаписанных песен, исполненными ею на The X Factor. Альбом дебютировал с третьей строчки на the ARIA Albums Chart и получил золотую сертификацию, с продажами более 35,000 копий.

### 2013-2016: Nineи роли в кино
В Январе 2013 Джейд выступила одним из хедлайнеров на X Factor Live Tour с выступлениями в Голд-Косте, Сиднее, Мельбурне, Аделаиде и Перте. В Феврале 2013, Джейд начала запись своего второго студийного альбома. Её лид-сингл «Firestarter» был выпущен 28 Июня 2013. Он достиг 9 строчки в ARIA Charts и в последующем стал платиновым, с продажами в 70,000 копий. В Августе 2013, Джейд выступила в Индонезии для X Factor Around the World, вместе с 'The Collective', Джамин Дуглас, Мэлани Амаро, Новитой Деви и Фатином Шидкуа. Помимо этого она исполнила эту песню на первой неделе пятого сезона X Factor Australia. Джейд выпустила свой второй сингл со второго альбома, под названием «Soldier» 15 Ноября 2013. В этом же месяце Саманта выпустила свою собственную линию украшений «Samantha Jade For Diva» совместно с DIVA accessories. Также 1 Декабря 2013 Сэм выиграла в номинации «Лучшее Видео» за видеоклип на «Firestarter» на 27 церемонии Aria Music Awards. Помимо этого Джейд сыграла Кайли Миноуг в мини-сериале Never Tear Us Apart: The Untold Story of INXS, который был показан на австралийском канале «Seven Network» 9 и 18 февраля 2014, и записала кавер одноимённой песни. Сразу после этого у матери Саманты диагностировали рак. Второй альбом Саманты должен был выйти в начале этого года, однако по неизвестным причинам отложен на неопределённую дату. За свою роль Кайли Миноуг в мини-сериале Саманта получила номинацию "Лучший новый актер" церемонии "TV Week Logie Awards 2015", но победить ей было не суждено. 11 Апреля Саманта выпустила свой третий сингл под названием «Up!» который не вошёл в её второй студийный альбом. Сингл дебютировал на 18 месте в «ARIA Singles Chart». 26 мая, Саманта выступила с этой песней на «ANZ Stadium» после футбольного матча сборной Австралии против Южной Африки. 8 июня от рака головного мозга скончалась мать Саманты, Жаклин Динс Гиббс в возрасте 51 года. 21 ноября состоялся релиз следующего сингла под названием «Sweet Talk». В феврале Саманта выступала на разогреве у группы One Direction во время их австралийской части мирового турне "On The Road Again Tour".  2 июля 2015 года Саманта представила свой новый лид-сингл «Shake That» записанный совместно с рэпером Питбулем. 10 ноября Саманта выступила с песней на шоу-талантов <<X-Factor Australia>>, где анонсировала выход своего второго студийного альбома <<Nine>>, который вышел 20 ноября 2015 года. Помимо этого в марте Саманта появится в сериале "Домой и в путь" в качестве отрицательного персонажа - Айлы. Премьера эпизода с её участием состоялся 3 марта 2016 года.

### Студийные альбомы
- Samantha Jade (2012)
- Nine (2015)

### Синглы
| Название                                                                                                   | Год  | Высшая позиция в чарте | Высшая позиция в чарте | Высшая позиция в чарте | Сертификация        | Альбом        |
| Название                                                                                                   | Год  | AUS                    | KOR                    | US Pop                 | Сертификация        | Альбом        |
| --- | ---- | ---------------------- | ---------------------- | ---------------------- | ------------------- | ------------- |
| «Step Up»                                                                                                  | 2006 | —                      | —                      | 92                     |                     | Step Up       |
| «Turn Around»                                                                                              | 2007 | 53                     | —                      | —                      |                     | н/д           |
| «Secret»                                                                                                   | 2009 | —                      | —                      | —                      |                     | н/д           |
| «What You've Done to Me»                                                                                   | 2012 | 1                      | 28                     | —                      | - ARIA: 3× Platinum | Samantha Jade |
| «Firestarter»                                                                                              | 2013 | 9                      | 43                     | —                      | - ARIA: Platinum    | н/д           |
| «Breakeven» (с Новитой Деви)                                                                               | 2013 | —                      | —                      | —                      |                     | н/д           |
| «Soldier»                                                                                                  | 2013 | 17                     | —                      | —                      | - ARIA: Gold        | н/д           |
| «I Am Australian» (с Дами Им, Джессикой Маубой, Justice Crew, Натениелем Уильямсом и Тейлором Хендерсоном) | 2014 | 51                     | —                      | —                      |                     | н/д           |
| «Up!» | 2014 | 18                     | —                      | —                      | - ARIA: Gold        | н/д           |
| «Sweet Talk»                                                                                               | 2014 | 38                     | —                      | —                      |                     |               |
| «Shake That» (совместно с Pitbull)                                                                         | 32   | —                      | —                      |                        |                     |               |
| «Always»                                                                                                   | 28   | —                      | —                      |                        |                     |               |
| «Hurt Anymore» (совместно с Cyrus)                                                                         | —    | —                      | —                      |                        |                     |               |
| «—» трек не попал в чарт или не был издан.                                                                 |      |                        |                        |                        |                     |               |

## Другие песни попавшие в чарт
| Название                           | Год  | Высшая позиция в чарте |
| Название                           | Год  | AUS                    |
| ---------------------------------- | ---- | ---------------------- |
| «Stronger (What Doesn’t Kill You)» | 2012 | 96                     |
| «Where Have You Been»              | 2012 | 51                     |
| «Heartless»                        | 2012 | 12                     |
| «Breakeven»                        | 2012 | 87                     |

## Как приглашенный исполнитель
| Название         | Год  | Альбом                                         | Другие артисты              |
| ---------------- | ---- | ---------------------------------------------- | --------------------------- |
| «Come Back»      | 2007 | 1000x                                          | André                       |
| «I Need You Now» | 2009 | One Love                                       | David Guetta, Laidback Luke |
| «Winning»        | 2009 | Strange: The Adventures of Microphone Robinson | Microb                      |

## Музыкальные видео
| Название                 | Год  | Режиссёр                 |
| ------------------------ | ---- | ------------------------ |
| «Step Up»                | 2006 |                          |
| «Turn Around»            | 2007 | Kevin DeFreitas          |
| «Secret»                 | 2009 | Valerie Babayan          |
| «What You’ve Done to Me» | 2012 | Marc Furmie              |
| «Firestarter»            | 2013 | Christopher Frey         |
| «Soldier»                | 2013 | Brittany Stovin-Bradford |
| «Up!»                    | 2014 | Lawrence Lim             |
| «Sweet Talk»             | 2014 | ORFN                     |